# 马凤棠
马凤棠（1914年—2001年），男，浙江东阳人，中国木雕艺术家，曾任中国美术家协会理事，中国美术家协会浙江分会副主席。